# Sulla mia pelle (film 2018)
Sulla mia pelle è un film del 2018 diretto da Alessio Cremonini.
Il film è stato selezionato come film d'apertura della sezione Orizzonti alla 75ª Mostra internazionale d'arte cinematografica di Venezia. Racconta l'ultima settimana di vita di Stefano Cucchi, interpretato da Alessandro Borghi.

## Trama
Il giovane romano Stefano Cucchi, una sera di ottobre del 2009, è in macchina con un amico mentre fumano una sigaretta. Dietro di loro si ferma una macchina, si sentono le porte chiudersi e due carabinieri bussano al finestrino intimando ai giovani di scendere. I due ragazzi vengono perquisiti e Stefano viene trovato in possesso di varie confezioni di hashish, cocaina e una pasticca di un medicinale per l'epilessia, di cui soffre sin da ragazzo, ragion per cui viene arrestato e portato alla stazione dei Carabinieri, dove viene interrogato dal comandante.
Poco dopo l'interrogatorio viene accompagnato a casa dei genitori per perquisire la sua stanza e riportato immediatamente in caserma, dove viene messo in custodia cautelare. Durante tutta la vicenda i rapporti tra Cucchi e le forze dell'ordine sono di assoluta negazione di lui e di accuse verbalmente aggressive da parte loro. In caserma, però, viene portato dai tre agenti in una stanza a forza. Riportato in caserma per fargli firmare i verbali delle perquisizioni e del test farmacologico, Stefano presenta visibili ematomi al volto. Rifiutatosi di firmare le carte, viene portato al Tor Sapienza.
Durante la notte si sente male e, chiamata la guardia, gli dice di aver freddo, di sentirsi male e di aver bisogno delle sue pillole per l'epilessia; il carabiniere chiama un'ambulanza (nonostante il rifiuto di Cucchi di farsi vedere da un dottore). Arrivati i soccorsi, Stefano rifiuta le cure e di farsi vedere scacciando via i soccorritori nonostante le insistenti offerte di aiuto. La mattina seguente viene svegliato per essere portato in tribunale e uno dei secondini nota gli evidenti ematomi al volto che Stefano giustifica affermando che alcuni suoi amici lo avevano fatto cadere dalle scale. Gli viene comunicato che sarebbe stato portato prima in ospedale, ma Stefano insiste nell'essere portato direttamente in tribunale.
Durante il processo fa fatica a parlare ma non dice nulla riguardo alle sue condizioni nemmeno al padre preoccupato. Nonostante le richieste di Stefano di avere il suo avvocato, gliene viene affidato uno di ufficio. Il giudice stabilisce che deve rimanere in custodia cautelare nel carcere di Regina Coeli, preso in custodia, viene visitato in ospedale e sono messe a referto lesioni, fratture ed ematomi diffusi su tutto il corpo. Arrivato in carcere, durante la registrazione del suo ingresso, denuncia di essere stato pestato dai carabinieri. Questi lo fanno visitare dal medico interno che lo manda in ospedale a fare delle lastre e rifiutatosi di dirgli il vero motivo di quei lividi, viene esortato di dire ai medici la verità. In ospedale gli vengono fatte delle lastre e viene rimandato in carcere. La mattina seguente viene riportato di urgenza in ospedale con le sue condizioni peggiorate e più marcati lividi al volto.
Portato in un ospedale carcerario gli viene messo il catetere e non riesce a mangiare a causa dei dolori, le sue condizioni continuano a peggiorare. Nonostante gli sforzi, i genitori e la sorella Ilaria non riescono a vederlo, lui rifiuta le cure pur di poter vedere il suo avvocato che non verrà mai. Il 22 ottobre, all'arrivo di un infermiere per un prelievo, viene trovato morto e ogni tentativo di rianimazione risulta vano. La prima informazione arrivata ai genitori è la richiesta di esecuzione dell'autopsia. Riusciti finalmente, dopo varie insistenze, a vedere Stefano almeno da morto, all'obitorio si rendono conto delle reali condizioni. Nel finale della tragedia vengono mostrate le riprese reali della sorella in protesta con una gigantografia del volto tumefatto del fratello, la didascalia del processo e, nei titoli di coda, la registrazione dell'interrogatorio di Stefano in tribunale.

## Promozione
Il 26 luglio 2018, in concomitanza con l'annuncio della partecipazione alla Mostra d'arte cinematografica, è stato diffuso il primo teaser trailer del film. Il 29 agosto è stato diffuso il primo trailer.

## Distribuzione
Il film è stato presentato in anteprima il 29 agosto 2018 nella sezione Orizzonti della 75ª Mostra internazionale d'arte cinematografica di Venezia, dove è stato il film d'apertura. A fine proiezione, il film ha ricevuto sette minuti di applausi, da spettatori visibilmente emozionati.
È stato distribuito contemporaneamente nelle sale cinematografiche italiane da Lucky Red e attraverso il servizio di streaming Netflix a partire dal 12 settembre 2018. Con una media di 30 000 spettatori nella prima settimana di uscita nelle sale, i dati sugli incassi sono stati penalizzati dall'uscita simultanea sulle piattaforme, una strategia definita dall'ANEC (Associazione Nazionale Esercenti Cinematografici) come incompatibile con le logiche di mercato audiovisivo che vede nella sala un amplificatore delle potenzialità di successo.

## Accoglienza

### Critica
La pellicola, a metà tra film di denuncia e un racconto dettagliato e meticoloso del contesto familiare, rappresenta il dolore e la solitudine di Stefano Cucchi in un modo rispettoso ed empatico, ma privo di scene violente.
Sulla mia pelle è stato accolto da una standing ovation al Bobbio Film Festival del 2019 e per la prima volta è stato presentato in un penitenziario, il Coroneo di Trieste, città nella quale avvenne anche l'omicidio di Riccardo Rasman.
Secondo il critico Gianni Canova, in un film privo di contenuto cristologico, Borghi «cuce Cucchi sulla sua pelle. Se lo tatua addosso. Si taglia i capelli come li portava lui. [...] Ci fa vedere sul suo corpo, come poche altre volte abbiamo visto al cinema, il mistero irresolubile del vivere e del morire». Per entrare nella parte del protagonista, l'attore è riuscito a perdere una ventina di chili in poche settimane.

## Riconoscimenti
- 2018 – Mostra internazionale d'arte cinematografica di Venezia
  - Premio Pasinetti speciale al film e ai migliori attori[15][16]
  - Premio Brian UAAR[17]
  - Premio FEDIC destinato “all’opera che meglio riflette l’autonomia creativa e la libertà espressiva dell’autore”[18]
- 2018 – Noir in Festival
  - Candidatura al Premio Caligari[19]
- 2019 – David di Donatello[20]
  - Miglior regista esordiente ad Alessio Cremonini
  - Miglior produttore a Cinemaundici e Lucky Red
  - Miglior attore protagonista a Alessandro Borghi
  - David giovani ad Alessio Cremonini
  - Candidatura per il miglior film
  - Candidatura per la migliore sceneggiatura originale a Alessio Cremonini e Lisa Nur Sultan
  - Candidatura per il migliore attrice non protagonista a Jasmine Trinca
  - Candidatura per il miglior musicista a Mokadelic
  - Candidatura per il miglior truccatore a Roberto Pastore
  - Candidatura per il miglior montatore a Chiara Vullo
- 2019 – Sindacato nazionale giornalisti cinematografici italiani
  - Nastro dell'anno[21]
- 2019 – Ciak d'oro
  - Miglior attore a Alessandro Borghi[22]
  - Migliore opera prima a Alessio Cremonini[22]
  - Miglior produttore a Luigi Musini, Oliva Musini e Andrea Occhipinti[22]
- 2019 – Bobbio Film Festival
  - Premio "Gobbo d'oro" al Miglior Film a Alessio Cremonini
  - Premio del Pubblico a Alessio Cremonini
  - Premio Migliore Attore a Alessandro Borghi
  - Premio "Beppe Ciavatta" - Miglior Regista Esordiente a Alessio Cremonini